# Palais Sapieha (Varsovie)
Pour les articles homonymes, voir Sapieha.
Ne doit pas être confondu avec Palais Sapieha (Vilnius).
Le palais Sapieha est un château situé à Varsovie en Pologne. Il a été détruit en 1944, puis reconstruit dans les années 1950.
Ce palais appartenait auparavant à la puissante famille des Sapieha qui a donné son nom à l'édifice. Aujourd'hui une école d'arrondissement y a établi ses locaux.

## Histoire
Construit pour Jan Fryderyk Sapieha, grand chancelier de Lituanie, dans le style rococo en 1731 -1746 par l'architecte Johan Sigmund Deibel, le palais se composait initialement de cinq corps de logis et de deux bâtiments entre le palais lui-même et la chaussée. Le premier des deux bâtiments fut réuni au complexe du palais vers 1741 -1742, tandis que le second - en 1771 -1790, 
Entre 1818 et 1820, une annexe fut ajoutée au palais dans laquelle on installa une caserne (Koszary sapieżyńskie). Cette transformation du bâtiment en style néoclassique fut réalisée par l'architecte Whilhem-Henry Minter. Pendant l'insurrection polonaise de 1830, le palais servit de caserne au 4e régiment d'infanterie polonaise (Czwartacy).

## Source

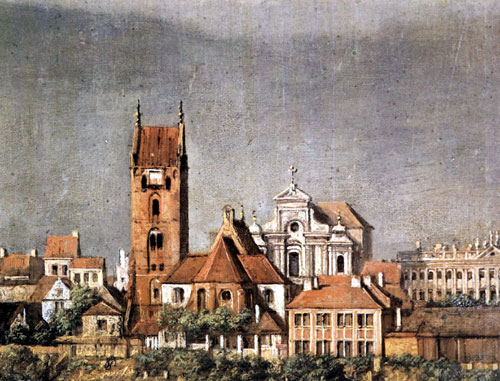
Le palais est sur la droite du tableau/Bernardo Bellotto 2 14

- (ru) Cet article est partiellement ou en totalité issu de l’article de Wikipédia en russe intitulé « Дворец Сапег (Варшава) » (voir la liste des auteurs).